# SHAKALABBITS
SHAKALABBITS（シャカラビッツ）は、日本のロックバンド。略称は「シャカラビ」。インディーズ時代はリミテッド・レコーズ所属。メジャーデビュー以降は様々なレーベルを経ている。
2017年に無期限の活動休止後、2022年5月1日に現体制での活動終了を発表。UquiとMAHは新たに“Muvidat”として活動開始、SHAKALABBITSを引き継いでいる。
2024年、サポートメンバーを加えSHAKALABBITSとして活動再開。

## 概要
- 1999年5月、東京の音楽専門学校（ミューズ音楽院）で、同期の仲間（UKI、MASSY、KING、MAH）が集まり、前身となるバンド「住-SHOCK」を結成（当時 KING が坊主頭であり、MAH が G-SHOCK を着けていたというだけで命名）。
- 7月、住職よりもお釈迦様の方が立派だろうという事と、UKIの好きな動物「うさぎ」を英語の「RABBITS」に、英語で「SKA Love it」の意味を込め、「SHAKALABBITS」に改名。
- 2002年5月22日、アルバム「EXPLORING OF THE SPACE」内の「ROLLIE」をシングルカットしてリリース。同時にメジャーデビューとなった。
  - 6月1日、健康上の理由からギターのMASSYが脱退。
  - 9月1日、サポートギタリストとして参加していたTAKE-C（）が正式加入し、それまで「SHAKA LABBITS」だったバンド名を「SHAKALABBITS」と変更。
- 2003年9月、テレビ朝日「ミュージックステーション」初出演。
- 2004年12月31日、代々木第二体育館でカウントダウンライブ（初めてのホールでのライブ）を敢行した。
- 2005年8月、日本武道館で初の単独ライブ。
- 2008年8月16日、RISING SUN ROCK FESTIVALのEARTH TENT にて女性ボーカリストとしてトリを飾った。
  - 9月、初の海外公演をカナダのバンド JUNIOR ACHIEVERと共に行った。
コロムビアミュージックエンタテインメント移籍、アルバム「SHAKALABBITS」をリリース。
- 2009年10月、ポニーキャニオン移籍、B面集「4 ALL AGES」リリース。
- 2010年6月17日、ツアー中、ベースの KING が頸部蜂窩織炎と診断され入院、手術。これにより長野、広島、高松、さらに青森、札幌、帯広、名古屋（2会場）が公演延期となった。
  - 11月、杏子のコラボアルバム「Justess」に「Wondering Boots」で参加。
  - 12月、「杏子TOUR 2010 "Just I'm here" ～The Band Ver～」のツアーファイナルに UKI が参加した。
- 2011年12月1日、方向性の違いなどの理由からKINGが11月20日をもって脱退したことが公式ウェブサイトで発表される[4]。
  - 12月29日、「COUNTDOWN JAPAN 11/12」出演。同日よりベースに YOSUKE を迎えて新生 SHAKALABBITS 始動。
- 2017年内をもって、無期限の活動休止に入ることを発表した[5]。
- 2022年5月1日をもって現体制での活動終了を発表（TAKE-C、YOUSKE脱退）。今後、SHAKALABBITSはUKIとMAHにより引き継がれることを合わせて発表した。[6]。UKIとMAHがユニット“Muvidat”として活動を開始。またUKIはUquiへと改名する。
- 2024年、サポートメンバーを加えSHAKALABBITSを活動再開。
  - 3月17日『PUNK SPRING 2024』出演。
  - 5月7日　7年ぶりのワンマンライブ『SADISTIC AURORA SHOW』開催
  - 8月3日　7年ぶりの復活ツアー『LIVE TOUR 2024 BACK IN THE SODA』開催
  - 12月10日からLIVE TOUR 2024-2025 BACK IN THE SODA! EXTRA 開催
- 2025年6月6日　Zepp新宿を皮切りに25TH ANNIVERSARY TOUR "STARTING OVER"開催予定。

## 活動
- 2004年以降のライブツアーではホールとライブハウスを並行して活動している。
- これまでシングル、スプリット・シングル、スタジオ・アルバム、ライブ・アルバム、DVDをそれぞれ製作すると共に、ライブも精力的に行う。
- Uqui は、個性的なファッションにより Zipper、CUTiE 等ファッション誌のモデルとしても活躍している。
- 毎回、レコーディング時には、こもりっきりになるため"ドラキュラ生活"と称している。

## メンバー
- Uqui（ウキ、旧：UKI 1980年2月14日（45歳）[7] -）ヴォーカル・ハーモニカ・鍵盤ハーモニカ・ベース
- MAH（マー、1980年1月7日（45歳）[7] -）ドラム・コーラス・アコースティックギター・パーカッション

### サポートメンバー
- Kohey（コーヘイ）ギター
- IKKE（イッケ）ベース

## 元メンバー
- MASSY
- KING（キング、1979年9月26日（45歳） -）ベース・アコースティックベース・アップライトベース・コーラス
- TAKE-C（タケシ、1979年5月26日（46歳）[7] -）エレキギター・コーラス・アコースティックギター・ウクレレ・バンジョー
- YOSUKE（ヨウスケ、1981年12月31日（43歳）[7] -）ベース　TAKE-Cの実の弟。

## ディスコグラフィ

### シングル
|      | 発売日         | タイトル                          | 規格品番                                    | 備考                                                     |
| ---- | -------------- | --------------------------------- | ------------------------------------------- | -------------------------------------------------------- |
| 1st  | 2000年9月20日  | OVERDOING                         | LTDC-013                                    | i hate records/Limited Records                           |
| 2nd  | 2001年5月16日  | Let's PARTY!!                     | LTDC-021                                    | オリコン最高60位                                         |
| 3rd  | 2002年5月22日  | ROLLIE                            | POCE-8600                                   | オリコン最高30位、登場回数9回                            |
|      | 2002年7月24日  | STAND BY YOU!!                    | POCE-8601                                   | 「SHAKALABBITS・175R」名義 オリコン最高5位、登場回数41回 |
| 4th  | 2002年11月6日  | head-scissors                     | POCE-8603                                   | オリコン最高8位、登場回数18回                            |
| 5th  | 2003年5月8日   | Pivot                             | XLCN-71001                                  | オリコン最高6位、登場回数12回                            |
| 6th  | 2003年9月3日   | MONSTER TREE                      | XLCN-72002                                  | オリコン最高4位、登場回数回                              |
| 7th  | 2003年11月6日  | 星空の下で/「ポビーとディンガン」 | XLCN-72004                                  | オリコン最高10位、登場回数11回                           |
| 8th  | 2004年7月28日  | GO☆SKIP IT                        | XLCN-71005                                  | オリコン最高7位、登場回数8回                             |
| 9th  | 2005年5月18日  | between YOU and ME                | XLCN-72005:初回生産限定盤 XLCN-72006:通常盤 | オリコン最高6位、登場回数5回                             |
| 10th | 2005年9月14日  | Ladybug                           | XLCN-72007                                  | オリコン最高7位、登場回数6回                             |
| 11th | 2006年9月27日  | ダズリングスープ/シルク           | QWCX-10001                                  | オリコン最高8位、登場回数5回                             |
| 12th | 2006年11月22日 | モノローグ                        | QWCX-10002                                  | オリコン最高12位、登場回数4回                            |
| 13th | 2008年9月24日  | Walk Over the Rainbow             | COCA-16181                                  | オリコン最高13位、登場回数4回                            |
| 14th | 2009年8月26日  | Roller Coaster/BIRTHDAY           | XNUR-60014                                  | オリコン最高29位、登場回数3回                            |
| 15th | 2010年5月19日  | NACHO ROLL                        | PCCA-03166                                  | オリコン最高28位、登場回数3回                            |
| 16th | 2011年8月24日  | mademoiselle non non              | PCCA-03465                                  | オリコン最高55位                                         |
| 17th | 2015年5月13日  | Climax                            | HCID-0006                                   | オリコン最高84位                                         |
| 18th | 2015年5月13日  | 神ノ街シアター                    | HCID-0007                                   | オリコン最高99位                                         |

### 参加作品
| 発売日        | タイトル                                   | 規格品番     | 収録曲                                               | 備考              |
| ------------- | ------------------------------------------ | ------------ | ---------------------------------------------------- | ----------------- |
| 2002年7月24日 | STYLE OF LimitedII                         | LTDC-038     | 13. Go girl                                          | LIMITED RECORDS   |
| 2003年6月18日 | STREET ROCK FILE THE BEST                  | MUCD-1081-82 | 21. head-scissirs(single version)                    | Dreamusic         |
| 2003年9月17日 | BEST OF 蓮沼 1999→2003                     | DIGA-001     | 2. SO EXCITED！                                      | DISK GARAGE       |
| 2005年11月9日 | STYLE OF Limited VITALIZE                  | LTDC-088     | 22. 虹が語る夢                                       | LIMITED RECORDS   |
| 2008年8月20日 | Hana*tunes～summer～                       | HFR-001      | 2. MONSTER TREE                                      | HEARTFULL RECORDS |
| 2009年9月16日 | 女子うたフル ガールズロック フルスロットル | PCCA-03010   | 1. MONSTER TREE 6. Pivot 11. SO-EXCITED! 14. GO GIRL | PONY CANYON       |

## タイアップ一覧
| 使用年 | 曲名                                   | タイアップ                                                            |
| ------ | -------------------------------------- | --------------------------------------------------------------------- |
| 2001年 | 80                                     | テレビ東京系『HANG OUT』オープニングテーマ                            |
| 2001年 | FLAPPER                                | PlayStation 2専用ゲームソフト「暴れん坊プリンセス」オープニングテーマ |
| 2002年 | ROLLIE                                 | テレビ朝日系『メンズ・キャイ～ン』エンディングテーマ                  |
| 2002年 | STAND BY YOU!!                         | TBS・BS-iドラマ『Pな彼女』オープニングテーマ（第1～3シリーズ）        |
| 2002年 | head-scissors                          | TBS系『Pooh!』11月度エンディングテーマ                                |
| 2002年 | head-scissors                          | テレビ東京系『HANG OUT』オープニングテーマ                            |
| 2003年 | Pivot                                  | スリムビューティーハウス CMソング                                     |
| 2003年 | 「ポビーとディンガン」                 | テレビ朝日系『小学生クラス対抗30人31脚 全国大会2003』テーマソング     |
| 2004年 | マッシュルームキャットナンバープレート | TOYOTA『TOYOYA BIG AIR 2004』テーマソング                             |
| 2004年 | GO☆SKIP IT                             | テレビ神奈川『第86回全国高等学校野球選手権神奈川大会』テーマソング    |
| 2005年 | mommy's back?                          | TBS系『王様のブランチ』2005年4・5月度エンディングテーマ               |
| 2005年 | mommy's back?                          | KBC九州朝日放送『V3』オープニングテーマ                               |
| 2005年 | mommy's back?                          | BSN新潟放送『J商店』オープニングテーマ                                |
| 2005年 | Ladybug                                | ミュージック・ドット・ジェイピー「music.jp」CMソング                  |
| 2006年 | ダズリングスープ                       | 日本テレビ系『音楽戦士 MUSIC FIGHTER』2006年10月度エンディングテーマ  |
| 2006年 | シルク                                 | テレビ東京系『PVTV』10月度オープニングテーマ                          |
| 2007年 | 満天の星を探そうとも空は見ない         | 富山テレビ『bbt music selection』エンディングテーマ                   |
| 2007年 | KARENA                                 | テレビ東京系ドラマ『ハッピィ★ボーイズ』オープニングテーマ             |
| 2008年 | Walk Over the Rainbow                  | とちぎテレビ『SOUND30』10月度エンディングテーマ                       |
| 2008年 | Walk Over the Rainbow                  | STV札幌テレビ放送『WE!TV』10月度オープニングテーマ                    |
| 2008年 | The Pitchfork Diaries                  | ニビシ醤油「四季のつゆ」CMソング                                      |
| 2011年 | Soda                                   | ニューシネマワークショップ配給オムニバス映画『サビ男サビ女』主題歌    |
| 2011年 | mademoiselle non non                   | 全国音楽情報TV『MUSIC B.B.』 エンディングテーマ                       |
| 2011年 | Blue Flamingo                          | NHK-FM『ミュージックライン』8・9月度エンディングテーマ                |
| 2015年 | Climax                                 | テレビ東京系『プレミアMelodiX!』エンディングテーマ                    |
| 2022年 | MONSTER TREE                           | テレビ東京系『ウイニング競馬』11月度エンディングテーマ                |

## ライブ

### 出演イベント
- 2002年08月16日 - RISING SUN ROCK FESTIVAL 2002 in EZO
- 2002年08月17日・18日 - SUMMER SONIC 2002(「SHAKALABBITS・175R」として出演)
- 2003年07月5日 - SUMMER CAMP 2003
- 2003年08月20日 - 替玉2003～バリカタで～
- 2003年08月23日 - 小岩井ロックフェスティバル
- 2003年08月31日 - PARTY
- 2003年10月25日 - 日大工学部学園祭
- 2003年10月26日 - 石川星陵大学学園祭
- 2004年01月31日・02月01日 - SONICMANIA 2004
- 2004年02月21日 - TOYOTA BIG AIR
- 2004年08月13日 - RISING SUN ROCK FESTIVAL 2004 in EZO
- 2004年08月28日 - SETSTOCK 2004
- 2005年09月03日 - The Tug of Rock'n Roll 05
- 2006年08月26日 - MONSTER baSH 2006
- 2007年09月01日 - TREASURE05X 2007 〜stormy stadium〜
- 2008年06月28日 - 湘南音祭Vol.2
- 2008年07月20日 - DRAGON FACTORY FESTIVAL 08’
- 2008年08月09日 - SUMMER SONIC 2008
- 2008年08月14日 - POWER OF ATAMIX ’08
- 2008年08月16日 - RISING SUN ROCK FESTIVAL 2008 in EZO
- 2008年10月10日 - 学園祭ツアー2008@山形大学＆米沢女子短期大学学園祭
- 2008年10月18日 - 学園祭ツアー2008@富山短期大学学園祭
- 2008年10月25日 - 学園祭ツアー2008@皇學館大學学園祭
- 2008年10月26日 - 学園祭ツアー2008@岡山商科大学学園祭
- 2008年11月01日 - 学園祭ツアー2008@愛知淑徳大学学園祭
- 2008年11月02日 - 学園祭ツアー2008@奈良大学学園祭
- 2008年10月31日 - MINAMI WHEEL 2008
- 2008年12月31日 - COUNTDOWN JAPAN 08/09
- 2009年06月18日 - SNAIL RAMP "SIX LOGIC TOUR 2009"TOUR FINAL
- 2009年07月19日 - DRAGON FACTORY FESTIVAL 09’ BILLY PRODUCE
- 2009年08月02日 - ROCK IN JAPAN FESTIVAL 2009
- 2009年09月10日 - NAGANO CLUB JUNK BOX 10th Anniversary
- 2009年12月30日 - COUNTDOWN JAPAN 09/10
- 2010年07月27日 - B-DASH presents"SERVICE 4"～ALL TIME BEST～
- 2010年08月07日 - ROCK IN JAPAN FESTIVAL 2010
- 2010年09月22日 - B-PASS創刊25周年記念 『B-PASS 25th Fes』
- 2010年09月26日 - 蓮沼2010 supported by TOHOgakuen
- 2010年10月09日 - 学園祭ツアー2010@八戸工業大学学園祭
- 2010年10月23日 - 学園祭ツアー2010@いわき明星大学学園祭
- 2010年10月24日 - 学園祭ツアー2010@鈴鹿国際大学学園祭
- 2010年10月31日 - 学園祭ツアー2010@大阪芸術大学学園祭
- 2010年11月13日 - 学園祭ツアー2010@山口大学 医学部学祭
- 2010年12月31日 - COUNTDOWN JAPAN 10/11
- 2011年03月21日 - SANUKI ROCK COLOSSEUM ~BUSTA CUP 2nd round~
- 2011年07月30日 - OGA NAMAHAGE ROCK FESTIVAL VOL.2
- 2011年08月20日 - MONSTER baSH 2011
- 2011年09月17日 - FRONTIER BACKYARD NEO CLASSICAL ’11 “sunset,sunrise”release Tour
- 2011年09月19日 - 学園祭ツアー2011@獨協医科大学 第38回 獨医祭
- 2011年10月01日 - Candy Stripper 15th Anniversary Party
- 2011年10月15日 - 学園祭ツアー2011@島根大学 第36回 島根大学医学部学園祭 くえびこ祭
- 2011年10月22日 - 学園祭ツアー2011@駿河台大学 第25回 駿輝祭
- 2011年10月23日 - 学園祭ツアー2011@広島国際学院大学 第44回 高城祭
- 2011年10月29日 - 学園祭ツアー2011@桜美林大学 第45回 大学祭
- 2011年10月30日 - 学園祭ツアー2011@大阪経済大学大学祭
- 2011年11月06日 - 学園祭ツアー2011@山梨大学 第9回 梨甲祭
- 2011年11月11日 - 学園祭ツアー2011@防衛大学校 開校記念祭
- 2011年11月12日 - 学園祭ツアー2011@静岡大学 第12回 静大祭 in 浜松
- 2011年11月20日 - 学園祭ツアー2011@宇都宮大学 峰ヶ丘祭
- 2011年12月29日 - COUNTDOWN JAPAN 11/12
- 2012年03月18日 - GO!FES 2012
- 2012年08月05日 - ROCK IN JAPAN FESTIVAL 2012
- 2012年08月07日 - SPYAIR "真夏の３番勝負"2012【Road to 武道館】
- 2012年10月27日 - 学園祭ツアー2012@埼玉医科大学 越華祭
- 2012年10月28日 - 学園祭ツアー2012@新潟大学医学部「STEP」
- 2012年11月02日 - 学園祭ツアー2012@昭和薬科大学 昭薬祭
- 2012年11月03日 - 学園祭ツアー2012@産業医科大学 医生祭
- 2012年12月02日 - ベリテン歳末大感謝祭2012
- 2012年12月29日 - COUNTDOWN JAPAN 12/13
- 2013年01月20日 - Rei Mastrogiovanni presents “SPACETRAIN3”
- 2013年05月03日 - B-DASH presents 「SERVICE SPECIAL EDITION」
- 2013年06月08日 - Rei Mastrogiovanni presents “SKANCTUARY”UKI DJ
- 2013年06月11日 - Rei Mastrogiovanni presents “SKAHOLIC”
- 2013年07月20日 - FREEDOM NAGOYA 2013
- 2013年08月17日 - SEACRET BOX BY OTODAMA
- 2013年10月13日 - 学園祭ツアー2013@佐賀大学医学部「第３５回　むつごろう祭」
- 2013年11月02日 - 学園祭ツアー2013@大阪産業大学
- 2013年11月09日 - 学園祭ツアー2013@作新学院大学
- 2013年12月28日 - COUNTDOWN JAPAN 13/14
- 2014年02月23日 - SPACETRAIN FESTIVAL 2014
- 2014年02月27日 - BRAZILIANSIZE ULAUCHICK TOUR 2013-2014 ファイナル
- 2014年08月05日 - 第34回 SUZUKI BREAK
- 2014年12月03日 - FOUR GET ME A NOTS 10th Anniversary GRATEFUL FOR ALL TOUR
- 2014年12月31日・2015年1月1日 - NEWレオマワールドカウントダウンライブ
- 2015年02月22日 - SPACE TrAiN FESTIVAL 2015
- 2015年04月29日 - TOKYO KAIDO'15〜宇都宮ライブサーキット〜
- 2015年06月20日 - LIVEHOLIC presents GRAND OPENING SERIES vol.12
- 2015年06月28日 - REI MASTROGIOVANNI RELEASE TOUR FINAL
- 2015年07月26日 - 巻祭～classical chaos～
- 2015年08月22日 - SNAIL RAMP「ほぼ活動休止ライブ」
- 2015年10月24日 - バンドじゃないもん! presents「バンもん!Fes.」
- 2015年11月23日 - 下北沢にて'15
- 2015年12月01日 - SHANK OF THE MORNING TOUR
- 2015年12月15日 - WANIMA「Are You Coming? Tour」
- 2016年03月06日 - "Stay Irie, Go Rudy 2016" 〜Club Asia 20th Annivarsary〜
- 2016年06月25日 - FREEDOM NAGOYA 2016
- 2016年07月17日 - Live House Festa 2016
- 2016年07月22日 - Boomanix NIGHT vol.01
- 2016年07月31日 - Shibuya Milkyway 6ｔｈ Anniversary 『 60 vs 60 』
- 2016年09月18日 - 焼來肉ロックフェス2016
- 2016年10月07日 - 東北ライブハウス大作戦ツアー ～relationship FRANCE～
- 2016年10月08日 - 気仙沼サンマフェスティバル2016
- 2016年10月15日 - HONDA秋祭り ～真岡大作戦～
- 2016年10月16日 - 志磨参兄弟presents "ENISHing LAST2”
- 2016年11月04日 - 2016楽器フェア
- 2016年11月18日 - phatmans after school presents 対バンライブ「ガチンコファイトクラブ vol.3
- 2016年12月03日 - SKULLSHIT 20th ANNIVERSARY 骸骨祭り
- 2016年12月30日 - SKULLSHIT 20th ANNIVERSARY 骸骨祭り AFTER SHOW
- 2017年06月24日 - FREEDOM NAGOYA 2017
- 2017年08月03日 - D.W.ニコルズpresents「サンキューマイフレンドTOUR in TOKYO」
- 2024年05月19日 - FREEDOM NAGOYA 2024

## 使用機材
- Gt.TAKE-C
  - Gibson Les Paul Histric collection 1959 reisue
  - Gibson Gibson Custom Shop ES-339
  - GUILD SG-100
  - Fender TAKE-C MODEL Proto-00
  - Fender Custom Shop ESQUIER
  - Fender Custom Shop STRATOCASTER